# Crocodylus moreletii
Il coccodrillo di Morelet (Crocodylus moreletii (Duméril & Bibron, 1851)), conosciuto anche col nome di coccodrillo messicano, è un rettile della famiglia Crocodylidae, diffuso in Messico, Belize e Guatemala.

## Descrizione
È di piccole dimensioni rispetto agli altri coccodrilli. I maschi possono diventare più grandi delle femmine a causa del dimorfismo sessuale. Un adulto può raggiungere una lunghezza tra i 3 e poco più di 4 metri, e in apparenza è simile al coccodrillo americano e a quello cubano.
Vi sono caratteristiche di questa specie che lo distinguono dalle altre e lo rendono facile da riconoscere. Ha un muso molto ampio ed un adulto può avere 66-68 denti. Essi possono essere distinti dagli alligatori per via di questi ultimi. Infatti, hanno una dentatura perfettamente allineata. Il quarto dente sulla mandibola inferiore del coccodrillo è visibile quando la mandibola è chiusa perché è leggermente più grande rispetto al resto dei suoi denti.
Anche quando è quasi completamente sommerso, ha ancora la capacità di odorare, sentire, e vedere i suoi dintorni. Può anche vedere sott'acqua grazie alla membrana che circonda e protegge i suoi occhi.
I coccodrilli di Morelet hanno un colore che va sul grigio-marrone. Hanno bande e macchie scure sul corpo e sulla coda. Questa specie è simile agli altri coccodrilli, come il coccodrillo americano, ma il coccodrillo messicano è un po' più scuro. I giovani coccodrilli messicani sono di colore giallo brillante con alcune bande scure. L'iride del coccodrillo ha una colorazione argenteo-marrone.
Utilizza la sua lunga coda per il nuoto. Possiede gambe corte ma muscolose che danno al coccodrillo grande forza e velocità.

## Storia
Il coccodrillo di Morelet è stato scoperto in Messico nel 1850 dal naturalista francese P. Morelet. È stato a lungo confuso con il coccodrillo cubano e il coccodrillo americano a causa delle caratteristiche simili condivise dalle specie.

## Distribuzione e habitat
Questa specie si può trovare nelle acque dolci dell'America Centrale e lungo il Golfo del Messico. Preferisce vivere in zone isolate. Può essere trovato anche nelle paludi e nei grandi fiumi.
Essi abitano anche le savane erbose sulla penisola dello Yucatán. 
I piccoli coccodrilli vivono nelle zone di fitta copertura per proteggersi dagli altri predatori, (come  giaguari e altre specie di coccodrillo) e vi rimarranno fino a quando non diventeranno adulti e saranno in grado di difendersi da soli.

## Biologia

### Alimentazione
Questo coccodrillo ha una dieta nutriente. Essendo carnivoro, mangia una grande quantità di carne. Cattura la sua preda con varie tecniche ed ha bisogno di ucciderla prima di margiarla. Uccidere la maggior parte delle sue prede afferrandole con le sue potenti mascelle e trascinandole sull'acqua per farle annegare.
L'alimentazione del coccodrillo messicano si basa in gran parte su pesci e insetti. Questa è la dieta della maggior parte dei giovani coccodrilli e viene mantenuta fino a quando sono adulti e capaci di abbattere prede più grandi. Un adulto si ciba di piccoli mammiferi, uccelli, rettili e altri animali. Questi piccoli mammiferi possono includere animali domestici come cani e gatti, nonché altri animali selvatici. Essi sono noti per essere cannibali: non è infatti raro vedere un adulto mangiarsi i propri piccoli.

### Riproduzione
La stagione degli amori si ha tra aprile e giugno. Una femmina di coccodrillo può deporre tra le 20 e le 45 uova. I nidi possono essere trovati vicino all'acqua e di solito le uova si schiudono dopo 80 giorni di incubazione. Esse sono custodite da entrambi i genitori per proteggerle dai predatori.
Una volta che le uova si saranno schiuse la femmina di coccodrillo porterà i piccoli sull'acqua e li abbandonerà al proprio destino.

## Conservazione
Il coccodrillo di Morelet è stato a lungo minacciato dalla distruzione del suo habitat e dalla caccia illegale. Entrambi questi fattori hanno ridotto notevolmente la popolazione.
Oltre alla caccia e alla distruzione del suo habitat, il coccodrillo messicano è minacciato anche da altri fattori. I cuccioli sono spesso vittime di uccelli, tartarughe, serpenti e procioni.